# Chandra (Comores)
Pour les articles homonymes, voir Chandra.
Chandra (ou Chandra) est une ville de l'union des Comores, située sur l'île d'Anjouan. En 2010, sa population est estimée à 6 354 habitants.